# Fælledparken

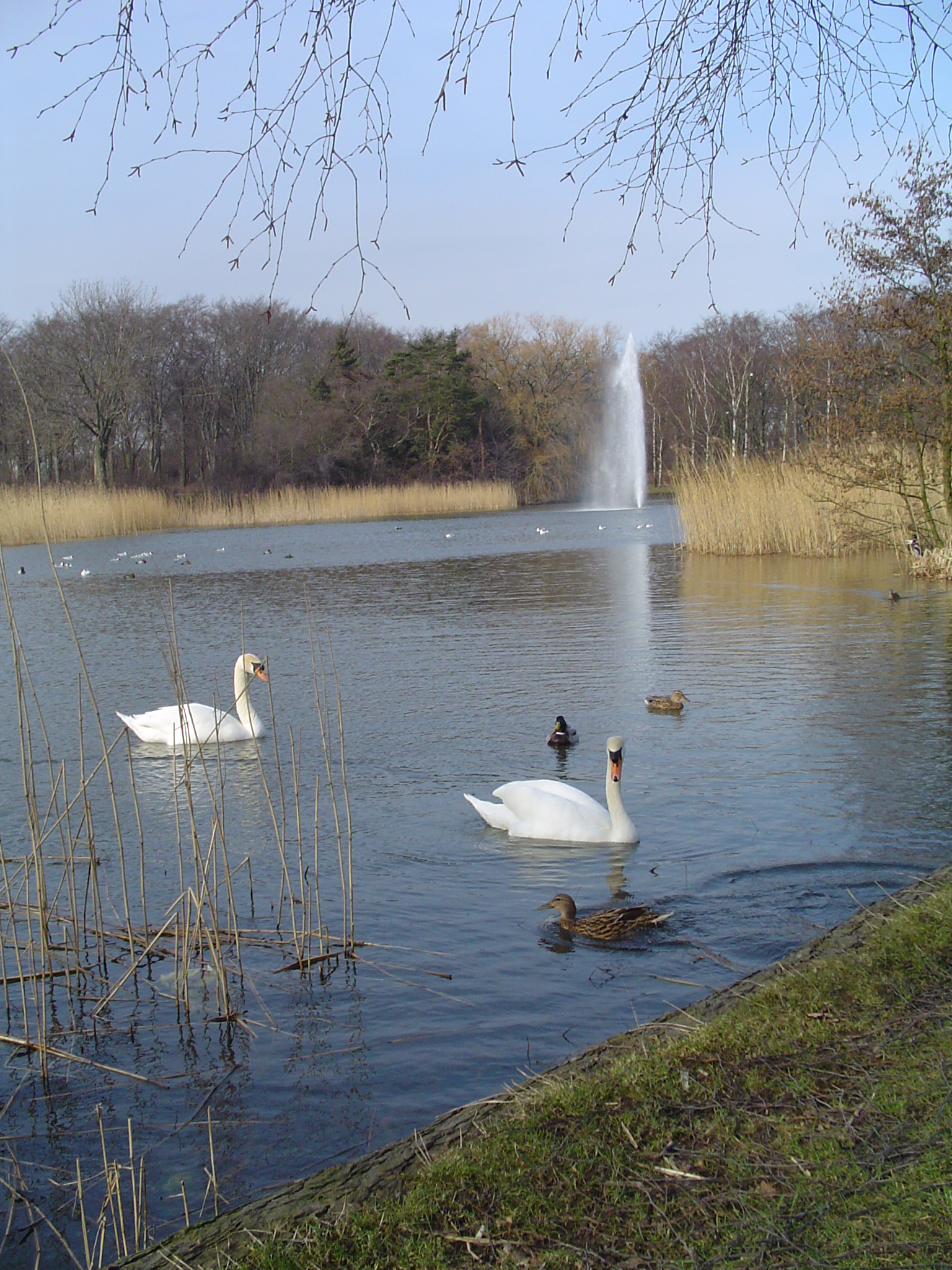
See im Fælledparken

Der Fælledparken ist die größte öffentliche Grünanlage im Stadtteil Østerbro der dänischen Hauptstadt Kopenhagen. Der etwa einen halben Quadratkilometer große Park entstand als Ergebnis eines ausgeschriebenen Wettbewerbs in den Jahren 1908 bis 1914 nach dem Entwurf des dänischen Landschaftsarchitekten Edvard Glæsel in Zusammenarbeit mit der Kommune Kopenhagen. Bestandteil des Parks ist ein großer See. Die durch den Park führende Allee ist nach Jens Jensen benannt, der als damaliger Bürgermeister der Stadt treibende Kraft zur Realisierung der Anlage war. Zwischen 1926 und 1930 entstand das Genforenings-Monument aus Bronze des Bildhauers Axel Poulsen.
Der Park, in dem sich das Fußballnationalstadion Telia Parken, eine Skateranlage und andere Sportflächen befinden, wird für verschiedene Aktivitäten genutzt, darunter Training von Sportvereinen, Laufwettbewerbe, traditionell für die Kundgebung am 1. Mai, für Konzerte, den Kopenhagener Karneval usw. Im Park befindet sich auch ein Sportclubhaus und ein Cafépavillon. Dem Fælledparken benachbart ist eines der größten Krankenhäuser Dänemarks, das Rigshospitalet, weswegen ein Teil des Parks früher als Landeplatz für Rettungshubschrauber diente. Weitere Bauwerke in der Nachbarschaft sind das Ordenshaus des Dänischen Freimaurerordens, das Niels-Bohr-Institut und das Kulturzentrum Krudttønden.
Bei einem nächtlichen Spaziergang im Park entwickelte Werner Heisenberg, der im Niels-Bohr-Institut zu Gast war, 1927 die entscheidende Idee für seine Unschärferelation.